# Маркъс Хол
Маркъс Томас Дж. Хол (на английски: Marcus Thomas J. Hall) е защитник на Ковънтри Сити. Той е юноша на клуба.
Въпреки че е играл в 4 различни отбора, това е ставало само чрез свободни трансфери.